# Marco Antonio Gregorina
Marco Antonio Gregorina, riportato anche come Marc'Antonio o Marcantonio (in croato: Mark Anton o Antun Grgurina, in latino: Marcus Antonius Gregorina; Cattaro, 6 ottobre 1735 – Cattaro, 9 giugno 1815), è stato un vescovo cattolico, scrittore e teologo dalmata.

## Biografia
Marco Antonio Gregorina nacque a Cattaro, allora parte dell'Albania Veneta, il 6 ottobre 1735, nella famiglia dei Gregorina, nobile casata del patriziato cattarino originaria dell'Istria.
Frequentò il liceo a Venezia e poi la facoltà di filosofia e teologia a Bologna, ricevendo l'ordinazione sacerdotale dopo la laurea nel 1759. Si recò poi a Napoli, dove rimase per qualche tempo come prete confessore della locale comunità croata (pro Illyricis). Rientrato a Cattaro, fu nominato canonico della cattedrale di San Trifone e, dopo qualche anno, vicario generale della diocesi. Nel 1785 si recò nuovamente a Venezia e da lì a Padova, dove fu professore di teologia fino al 1800.
Il 28 settembre 1801 fu scelto da papa Pio VII come nuovo vescovo di Cattaro, ricevendo la consacrazione episcopale dalle mani dell'arcivescovo di Corfù Francesco Maria Fenzi il successivo 27 dicembre nella chiesa veneziana di Santo Stefano. All'inizio dell'anno successivo prese effettivo possesso della sua nuova sede e inviò numerose epistole pastorali, le più famose delle quali sono quella indirizzata ai canonici del capitolo della cattedrale e quella indirizzata al clero locale intitolata In ordine agli studi ecclesiastici; entrambe furono da lui fatte pubblicare nel 1802, la prima a Padova, la seconda a Venezia e Cattaro.
Nel 1806 inviò a Roma la prima relazione sullo stato della diocesi, facendo un resoconto dei suoi primi cinque anni di governo pastorale. Durante il suo soggiorno a Napoli scrisse e pubblicò il trattato Responsiones quaestionibus moralibus e in seguito a Venezia fece stampare un'opera sulla vita del beato Grazia da Cattaro, che conobbe due riedizioni. Il suo episcopato coincise con un periodo storico estremamente turbolento, durante il quale, a seguito delle guerre napoleoniche e del successivo Congresso di Vienna, la zona delle Bocche di Cattaro cambiò più volte mani, passando dallo storico dominio veneziano al controllo degli austriaci (1797-1805), poi dei russi (1805-1807), poi dei francesi (1807-1814) e infine nuovamente degli austriaci.
Morì nella sua diocesi il 9 giugno 1815. Nel suo testamento lasciò la maggior parte dei suoi beni alla diocesi e ai poveri della città dalmata. Fu l'ultimo vescovo di Cattaro appartenente a una delle nobili famiglie cattarine.

## Genealogia episcopale
La genealogia episcopale è:
- Cardinale Scipione Rebiba
- Cardinale Giulio Antonio Santori
- Cardinale Girolamo Bernerio, O.P.
- Arcivescovo Galeazzo Sanvitale
- Cardinale Ludovico Ludovisi
- Cardinale Luigi Caetani
- Cardinale Ulderico Carpegna
- Cardinale Paluzzo Paluzzi Altieri degli Albertoni
- Papa Benedetto XIII
- Papa Benedetto XIV
- Papa Clemente XIII
- Cardinale Giovanni Francesco Albani
- Cardinale Carlo Rezzonico
- Patriarca Francesco Maria Fenzi
- Vescovo Marco Antonio Gregorina